# Musée de la paix

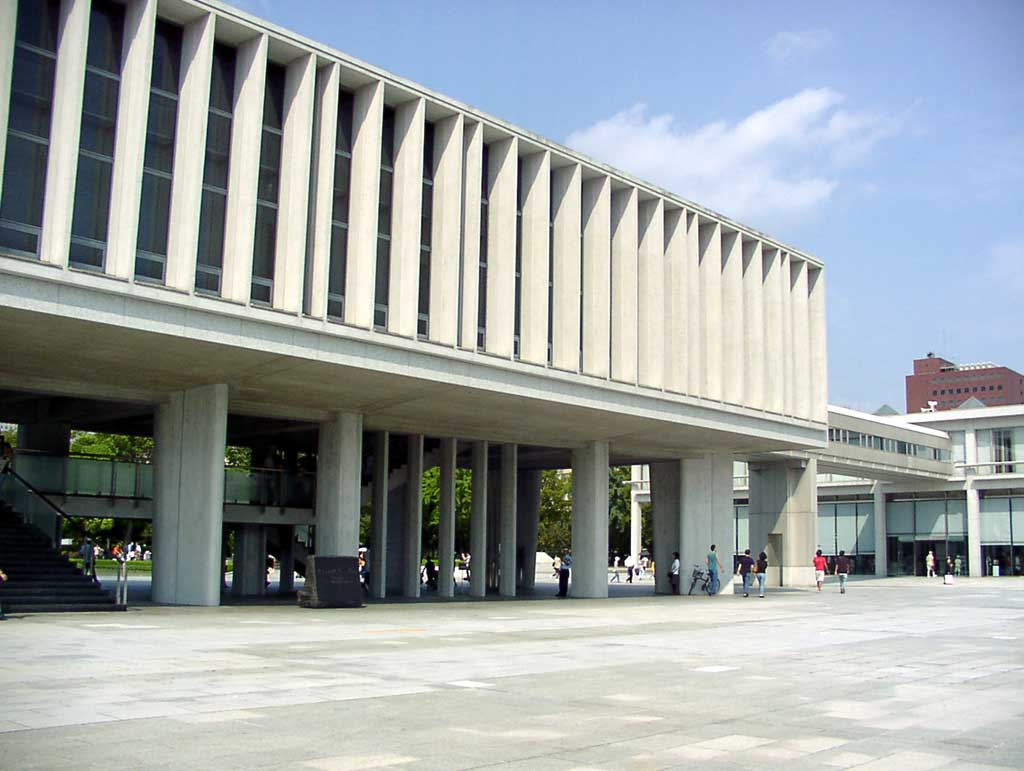
Le Musée Mémorial de la Paix d'Hiroshima à Hiroshima, Japon.

Un musée de la paix est un musée qui documente les initiatives historiques en faveur de la paix. De nombreux musées de la paix proposent également des programmes de plaidoyer en faveur d'une résolution non violente des conflits. Cela peut inclure des conflits au niveau personnel, régional ou international.

## Les musées de la paix à travers le monde
Europe
- Tour de l'Yser – Dixmude, Flandre occidentale, Belgique[2]
- Mémorial de Caen – Caen, Normandie, France[3]
- Institut Nobel – Oslo, Norvège[4]
- Peace Museum – Bradford, West Yorkshire, Angleterre, Royaume-Uni[5]
- Yi Jun Museum - La Haye, Pays-Bas[6]
- Musée de la Paix - Guernica, Espagne[7]
- Musée de la Paix - Meeder, Allemagne [8]

Japon
- Musée de la paix de l'école élémentaire de Fukuromachi - près du parc de la paix, de l'autre côté de la rivière Motuyasu[9]
- Salle commémorative nationale de la paix d'Hiroshima pour les victimes de la bombe atomique – Hiroshima; à l'intérieur du parc de la paix
- Musée Mémorial de la Paix d'Hiroshima – Hiroshima ; à l'intérieur du parc commémoratif de la paix d'Hiroshima[10]
- Musée de la paix de l'école primaire de Honkawa – Hiroshima; près du parc de la paix, de l'autre côté de la rivière Honkawa
- Musée de Kyoto pour la paix mondiale – Kyoto
- Musée de la bombe atomique de Nagasaki – Nagasaki[11]
- Osaka International Peace Center[12]

Etats-Unis
- Children's Peace Pavilion – Independence, Missouri, États-Unis[13]
- The International Peace Museum – Dayton, Ohio, États-Unis[14]
- The Peace Museum – Chicago, Illinois, États-Unis (fermé)